# تاكاشي إيتو
تاكاشي إيتو (باليابانية: 衛藤昂) هو منافس ألعاب قوى ياباني، ولد في 5 فبراير 1991 في ميه في اليابان.

## وصلات خارجية
- تاكاشي إيتو على موقع الاتحاد الدولي لألعاب القوى (الإنجليزية)
- تاكاشي إيتو على موقع الرابطة اليابانية لاتحادات ألعاب القوى (اليابانية)
- تاكاشي إيتو على موقع الدوري الماسي (الإنجليزية)
- تاكاشي إيتو على موقع اللجنة الأولمبية الدولية (الإنجليزية)
- تاكاشي إيتو على موقع أوليمبيديا (الإنجليزية)